# Вајандот (Мичиген)
Вајандот (енгл. Wyandotte) град је у америчкој савезној држави Мичиген. По попису становништва из 2010. у њему је живело 25.883 становника.

## Демографија
Према попису становништва из 2010. у граду је живело 25.883 становника, што је 2.123 (7,6%) становника мање него 2000. године.
| Група             | 2000.          | 2010.          |
| Белци             | 26.421 (94,3%) | 23.562 (91,0%) |
| Афроамериканци    | 146 (0,5%)     | 339 (1,3%)     |
| Азијати           | 92 (0,3%)      | 131 (0,5%)     |
| Хиспаноамериканци | 816 (2,9%)     | 1.312 (5,1%)   |
| Укупно            | 28.006         | 25.883         |